# 菩提赭弄蝶
菩提赭弄蝶（學名：Ochlodes bouddha），又名雪山黃斑弄蝶、箭竹赭挵蝶、赭弄蝶。

## 描述
雌雄外型差異明顯。雄蝶全身多為褐色，頭部有毛，觸角腹面有橙色環，末端鉤狀。下唇鬚前伸，前兩節毛叢隆起、黑褐雜白，末節細小呈褐色。胸部與足為褐色，腹面灰白。
前翅呈三角形，長15-19 mm，邊緣略突出；後翅扇形。翅背面褐色，前翅具透明與黃色斑，包括兩個主斑、中室融合斑與翅頂三小斑列。後翅中央也有數個透明斑。翅腹面圖紋相似，但覆有大量土黃色鱗。前翅中央具黑褐色光澤性標，緣毛前端褐色，其餘為黃白色。
雌蝶與雄蝶外型相似，但翅幅較寬、斑紋較鮮明，無性標。

## 分佈
分布於世界各地，包括印度東部、緬甸、泰國、華西及臺灣。
臺灣主要分佈於本島北部至中部的中海拔山區。

## 棲地
棲息於闊葉林邊緣，一年一代，成蝶夏季出現，喜訪花或吸水，雄蝶具領域性，會佔據高處驅趕其他蝶類。幼蟲以禾本科的玉山箭竹為食。